# 緬因省
缅因省是指17世纪英國在北美洲东北海岸建立的英格兰殖民地，位于现今美国缅因州、新罕布什尔州和佛蒙特州以及加拿大魁北克省和新不倫瑞克省的部分地区。緬因省在1650年代并入馬薩諸塞灣殖民地。